# (30885) 1992 UU4
(30885) 1992 UU4 est un astéroïde de la ceinture principale de 6,075 km de diamètre découvert en 1992.

## Description
(30885) 1992 UU4 a été découvert le 30 octobre 1992 à la station astronomique de Yakiimo, située à Shizuoka au Japon, par Akira Natori et Takeshi Urata.

### Caractéristiques orbitales
L'orbite de cet astéroïde est caractérisée par un demi-grand axe de 2,66 ua, un périhélie de 2,17 ua, une excentricité de 0,18 et une inclinaison de 13,69° par rapport à l'écliptique. Du fait de ces caractéristiques, à savoir un demi-grand axe compris entre 2 et 3,2 ua et un périhélie supérieur à 1,666 ua, il est classé, selon la JPL Small-Body Database, comme objet de la ceinture principale.

### Caractéristiques physiques
(30885) 1992 UU4 a une magnitude absolue (H) de 13,5 et un albédo estimé à 0,193, ce qui permet de calculer un diamètre de 6,075 km.Ces résultats ont été obtenus grâce aux observations du Wide-Field Infrared Survey Explorer (WISE), un télescope spatial américain mis en orbite en 2009 et observant l'ensemble du ciel dans l'infrarouge, et publiés en 2015 dans un article présentant les résultats concernant 7 956 astéroïdes.